# 詹道德
詹道德（1938年7月—），海南文昌人，中华人民共和国政治人物、外交官。

## 生平
1963年，毕业于福建厦门大学英语系，进入中华人民共和国外交部工作，先后在外交部非洲司、驻乌干达大使馆、驻赞比亚大使馆任职，后任驻赞比亚大使馆参赞、外交部美洲大洋洲司参赞、外交部国际司参赞。1993年9月，出任中华人民共和国驻瓦努阿图大使。1996年12月，出任中华人民共和国驻巴巴多斯大使兼驻安提瓜和巴布达大使。1998年2月，免兼驻安提瓜和巴布达大使。1999年1月，自驻巴巴多斯大使离任。2007年5月，任联合国经济、社会及文化权利委员会中国专家。2010年5月，卸任中国专家一职。